# Caratê nos Jogos Pan-Americanos de 2019 - Até 75 kg masculino
A categoria até 75 kg masculino foi disputada nas competições do caratê nos Jogos Pan-Americanos de 2019, em Lima. Foi realizada no Polideportivo de Villa El Salvador no dia 11 de agosto.

## Calendário
Horário local (UTC-5).
| Data         | Horário | Fase          |
| ------------ | ------- | ------------- |
| 11 de agosto | 9:42    | Primeira fase |
| 11 de agosto | 13:40   | Semifinal     |
| 11 de agosto | 15:00   | Final         |

## Medalhistas
| Ouro   | USA Thomas Scott                         |
| Prata  | BRA Hernani Veríssimo                    |
| Bronze | GUA Allan Maldonado DOM Anderson Soriano |

## Resultados

### Grupo 1
| Atleta             | Nação                    | J | V | E | D | Pontos | Pontos | Pontos |
| Atleta             | Nação                    | J | V | E | D | PF     | PC     | Dif    |
| ------------------ | ------------------------ | - | - | - | - | ------ | ------ | ------ |
| Allan Maldonado    | GUA Guatemala            | 3 | 2 | 1 | 0 | 6      | 0      | +6     |
| Anderson Soriano   | DOM República Dominicana | 3 | 2 | 0 | 1 | 12     | 8      | +4     |
| Germán Charpentier | CHI Chile                | 3 | 1 | 0 | 2 | 2      | 11     | -9     |
| Jhosed Ortuño      | VEN Venezuela            | 3 | 0 | 1 | 2 | 5      | 6      | -1     |

|                          | Score         |                          |
| ------------------------ | ------------- | ------------------------ |
| Jhosed Ortuño (VEN)      | 0-0           | Allan Maldonado (GUA)    |
| Anderson Soriano (DOM)   | 6-2           | Germán Charpentier (CHI) |
| Jhosed Ortuño (VEN)      | 3-6           | Anderson Soriano (DOM)   |
| Germán Charpentier (CHI) | 0-3           | Allan Maldonado (GUA)    |
| Jhosed Ortuño (VEN)      | 2-0 (Hansoku) | Germán Charpentier (CHI) |
| Allan Maldonado (GUA)    | 3-0           | Anderson Soriano (DOM)   |

### Grupo 2
| Atleta            | Nação              | J | V | E | D | Pontos | Pontos | Pontos |
| Atleta            | Nação              | J | V | E | D | PF     | PC     | Dif    |
| ----------------- | ------------------ | - | - | - | - | ------ | ------ | ------ |
| Thomas Scott      | USA Estados Unidos | 3 | 3 | 0 | 0 | 8      | 2      | +6     |
| Hernani Veríssimo | BRA Brasil         | 3 | 2 | 0 | 1 | 10     | 4      | +6     |
| Juan Landazuri    | COL Colômbia       | 3 | 0 | 1 | 2 | 2      | 4      | -2     |
| José Valdívia     | PER Peru           | 3 | 0 | 1 | 2 | 1      | 11     | -10    |

|                         | Score |                         |
| ----------------------- | ----- | ----------------------- |
| Juan Landazuri (COL)    | 1-1   | José Valdívia (PER)     |
| Hernani Veríssimo (BRA) | 1-4   | Thomas Scott (USA)      |
| Juan Landazuri (COL)    | 0-2   | Hernani Veríssimo (BRA) |
| Thomas Scott (USA)      | 3-0   | José Valdívia (PER)     |
| Juan Landazuri (COL)    | 1-1   | Thomas Scott (USA)      |
| José Valdívia (PER)     | 0-7   | Hernani Veríssimo (BRA) |

### Finais
|  | Semifinais              | Semifinais         |   |  | Disputa do ouro         | Disputa do ouro |  |
|  |                         |                    |   |  |                         |                 |  |
|  |                         |                    |   |  |                         |                 |  |
|  | Allan Maldonado (GUA)   | 2                  |   |  |                         |                 |  |
|  | Hernani Veríssimo (BRA) | 4                  |   |  |                         |                 |  |
|  |                         |                    |   |  |                         |                 |  |
|  |                         |                    |   |  |                         |                 |  |
|  |                         |                    |   |  | Hernani Veríssimo (BRA) | 1               |  |
|  |                         | Thomas Scott (USA) | 2 |  |                         |                 |  |
|  |                         |                    |   |  |                         |                 |  |
|  |                         |                    |   |  |                         |                 |  |
|  |                         |                    |   |  |                         |                 |  |
|  |                         |                    |   |  |                         |                 |  |
|  | Anderson Soriano (DOM)  | 0                  |   |  |                         |                 |  |
|  | Thomas Scott (USA)      | 4                  |   |  |                         |                 |  |